# Pantalla de cristall líquid
La pantalla de cristall líquid o LCD (sigla anglesa de Liquid Crystal Display) és l'aplicació més comuna de la tecnologia del cristall líquid. Des de rellotges digitals fins a avançades pantalles de televisió, aquest tipus de tecnologia ha intervingut molt activament els darrers anys, obtenint així productes de gran qualitat i definició.

Diagrama de capes d'un display LCD:
1. filtre polaritzador (sovint només de plàstic estriat) (sovint disposat horitzontal-ment)
2. elèctrode negatiu
3. cristalls líquids en l'estat nemàtic nemàtic fase
4. elèctrode positiu
5. filtre polaritzador (sovint disposat vertical-ment)
6. mirall, llum o les dues

La pantalla cristall líquid consisteix en una agrupació de petits segments (anomenats píxels) que poden ser manipulats per presentar informació. Aquesta idea bàsica és comú a totes les pantalles.
Per què són tan importants les pantalles de cristall líquid? El factor essencial és la mida. Un LCD consisteix bàsicament de dues plaques fines entre les quals hi ha el compost anomenat cristall líquid. En aquest tipus de pantalles no hi ha la presència de cap tub de raigs catòdics (CRT). Això fa particularment útils els LCD per aplicacions on la mida (així com el pes) és important.
En general, els LCD usen menys potència que els tubs de raigs catòdics. Molts LCD són reflectius (existeixen tres tipus: reflactius, transmitius i transflectius), la qual cosa significa que usen només llum ambient per il·luminar la pantalla. Inclús pantalles que requereixen una font de llum externa consumeixen molta menys potencia que els tubs de raigs catòdics.

## Història
Tot i que la tecnologia del cristall líquid és una tecnologia relativament recent, el terme va néixer a finals del segle xix. I no va arribar precisament gràcies a estudis d'electrònica, sinó gràcies a la botànica. El 1888 el botànic austríac Friedrich Reinitzer va observar les curioses propietats del cristall líquid mentre experimentava amb una substància similar al colesterol anomenada Benzoat de colesteril. Reinitzer va comprovar que aquesta substància presentava 2 punts diferents de fusió: a 145 °C passava a un estat sòlid tèrbol i a mesura que s'escalfava (179 °C) es feia transparent.
No va ser fins a 1904 que Otto Lehmann va publicar el primer treball sobre cristalls líquids. El 1911, Charles Mauguin va descriure l'estructura i les qualitats del cristall líquid. Fins aquell moment encara no s'havia aplicat aquesta tecnologia a cap aplicació pràctica. Però el 1936, la companyia Marconi Wireless Telegraph va patentar la primera aplicació pràctica del cristall líquid: la vàlvula de cristall líquid. El 1962 va aparèixer la primera gran publicació escrita en llengua anglesa titulada "Estructura molecular i qualitats del cristall líquid" (original: "Molecular structure and properties of fluid crystals", per Dr. George W. Gray).
El primer LCD fabricat es va basar en l'Efecte de Dispersió Dinàmic (Dynamic Scattered Method - DSM). Va ser creat pel grup Radio Corporation of America (RCA). Sota la direcció de George H. Unhurt el 1968, la firma Optel va desenvolupar alguns LCD basats en aquest principi.
James Fergason, de la universitat de l'estat de Kent, va descobrir el 1969 l'Efecte Nemàtic Retorçat de Camp en cristalls líquids. La seva empresa, anomenada en aquell temps FIRM ILIXCO (LXD Incorporated és el nom actual de la companyia), va produir els primers LCD fabricats amb aquest tipus de tecnologia. Ràpidament, aquesta última es va imposar a la tecnologia DSM, per la seva qualitat.
A partir d'aquest moment, les propietats i tecnologia per a la fabricació de LCD han anat evolucionant de manera espectacular fins a arribar als monitors TFT que avui en dia es poden trobar a qualsevol establiment.
Hiroshi Kawamoto ha publicat un altre informe sobre els orígens i la història de la LCD des d'una perspectiva diferent fins a 1991, disponible al Centre d'Història de l'IEEE. Es pot trobar una descripció de les contribucions suïsses als desenvolupaments de LCD, escrita per Peter J. Wild, a l'Enginyeria i Història de la Tecnologia Wiki.

## Funcionament
En primera aproximació es podria entendre una pantalla de cristall líquid com una col·lecció de petits interruptors que permeten en major o menor mesura el pas de la llum a través seu de manera independent els uns dels altres. Cada interruptor generarà un píxel de la imatge que s'acabarà formant per contrast entre els diferents píxels.

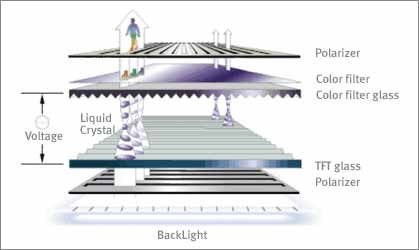
Secció transversal LCD

Aquests interruptors lumínics es basen en la capacitat d'un tipus de materials (cristalls líquids) per modificar la polarització de la llum que els travessa. Físicament l'interruptor té una estructura estratificada on cada capa actua sobre la llum que la travessa per acabar obtenint la funcionalitat desitjada. A la capa inferior tenim un polaritzador de la llum, sobre seu hi ha una capa de material transparent que funciona com a elèctrode, la següent capa està formada per un cristall líquid a sobre del qual hi torna a haver un altre elèctrode; finalment l'última capa torna a ser un polaritzador però amb l'eix girat un angle de 90° respecte al de la capa inferior. A la figura següent es mostra l'estratificació de l'interruptor:
Els cristalls líquids són materials les molècules dels quals, en absència de forces externes tendeixen a alinear-se en una estructura cristal·lina. Però, en presència d'un camp elèctric tendeixen a alinear-se en la direcció del camp. En l'estat de repòs o cristal·lí el cristall produeix una rotació de 90° de la polarització de la llum que el traspassa, mentre que en presència del camp elèctric, aquesta rotació de la polarització serà cada cop menor com més intens sigui el camp fins a una rotació nul·la.
Així l'estructura abans comentada polaritza la llum incident (sense polaritzar per naturalesa) en una direcció degut al polaritzador inferior, llavors en absència de camp elèctric, el cristall líquid gira la polarització 90° i permet d'aquesta manera que passi a través del polaritzador superior sense atenuació apreciable, obtenint així el color més blanc possible. A mesura que anem intensificant el camp elèctric sobre el cristall líquid, aplicant una tensió més elevada als elèctrodes, farem que el gir de polarització sigui inferior als 90° i, per tant, la intensitat de llum que deixarà passar el polaritzador superior serà inferior; el cas extrem és aquell en el qual el cristall líquid deixa passar la llum a través seu sense variar-ne la seva polarització i, per tant, aquesta llum no podrà traspassar el polaritzador superior, el que originarà el color més negre possible.

### Mètodes d'adreçament

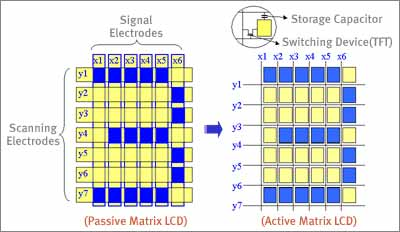
LCD de matrius activa i passiva

L'adreçament consisteix a aplicar voltatges als cristalls líquids, per variar-ne les propietats de la llum, i poder generar així les diferents imatges. Es diferencien dos tipus d'adreçaments: l'adreçament directe, i l'adreçament per matriu de punts. L'adreçament per segments (o directe) es fa servir en displays molt simples, com els emprats en calculadores, mentre que l'adreçament per matriu de punts, es fa servir en diplays d'alta resolució, com poden ser els dels portàtils i els monitors TFT.
Mitjançant el mètode d'adreçament directe, cada segment o píxel requereix un punt de connexió i un conductor unit a l'excitador. És per això que només s'utilitza quan el nombre de píxels és reduït: rellotges, calculadores...
Dins de l'adreçament per matriu de punts s'ha de distingir entre els displays de matriu activa i els de matriu passiva.

#### LCD de matriu passiva
En els LCD de matriu passiva (PMLCD) no existeixen elements de commutació, i per tant, cada píxel s'adreça per un temps superior al temps de frame. S'utilitza una matriu d'elèctrodes. Les línies de la part frontal estan desfasades 90° respecte de les de l'elèctrode vertical i els punts d'intersecció entre les línies són els que ens creen la imatge. Per activar un píxel s'apliquen tensions proporcionals a la fila i columna.
Amb aquest tipus de monitors es produeixen dos efectes indesitjats: un temps de resposta elevat i una pèrdua de contrast. Aquests són atribuïbles a la pèrdua del voltatge aplicat al llarg del temps sobre el cristall líquid. Aquesta pèrdua resulta en un negre de més lluminositat i, per tant, menys contrast.
Per altra banda per aconseguir el voltatge eficaç necessari per polaritzar el cristall líquid, seran necessaris diversos polsos consecutius, el que ens porta a la necessitat d'utilitzar més frames per una imatge, disminuint la capacitat de resposta del monitor. Al tenir línies llargues i properes de píxels, es produeix un acoblament que provoca l'adreçament de píxels no desitjats, obtenint una imatge borrosa. Aquest display és barat i relativament fàcil de construir però només s'utilitza quan el nombre de files és reduït.

#### LCD de matriu activa
Utilitza una matriu d'elements commutadors no lineals, transistors de pel·lícula fina (thin film transistors- TFT) i condensadors. Cada píxel està compost per un transistor i un condensador. Contràriament als LCD de matriu passiva, els LCD de matriu activa no tenen cap limitació inherent al nombre de files, a més de presentar una interferència a píxels veïns (cross-talk) molt menor.
Per seleccionar un píxel específic, la fila apropiada és encesa i llavors s'envia una càrrega a la columna correcta. Com que les altres files que es creuen amb la columna estan apagades només el condensador assignat rep la càrrega i la reté fins al proper refresc. Controlant el voltatge subministrat al cristall, es pot regular la intensitat de color en 256 nivells de brillantor per píxel.

## Especificacions
Els cristalls líquids termotròpics tenen com a aplicació industrial més coneguda la de les pantalles cromàtiques i monocromàtiques com a interfície home-màquina. En elles cada píxel d'un LCD consisteix d'una capa de molècules alineades entre dos elèctrodes transparents, i dos filtres de polarització, els eixos de transmissió dels quals estan (en la majoria dels casos) perpendiculars entre si. Sense cristall líquid entre el filtre polaritzant, la llum que passa pel primer filtre seria bloquejada pel segon travessant el polaritzador. La superfície dels elèctrodes que estan en contacte amb els materials de cristall líquid és tractada a fi d'ajustar les molècules de en una direcció en particular. La direcció de l'alineació de cristall líquid es defineix per la direcció de fregament.
Abans de l'aplicació d'un camp elèctric, l'orientació de les molècules de cristall líquid està determinada per l'adaptació a les superfícies. En un dispositiu twisted nemàtic (un dels dispositius més comuns entre els de cristall líquid), les adreces d'alineació de la superfície dels dos elèctrodes són perpendiculars entre si, i així s'organitzen les molècules en una estructura helicoidal, o retorçada. Com que el material és de cristall líquid, la llum que passa a través d'un filtre polaritzant es gira per l'hèlix a través de la capa de cristall, cosa que li permet passar pel segon filtre polaritzat. La meitat de la llum incident és absorbida pel primer filtre, però per la resta tot el muntatge és transparent.
Quan s'aplica un voltatge a través dels elèctrodes, una força de gir orienta les molècules de cristall líquid paral·leles al camp elèctric, i distorsiona l'estructura helicoidal. Això redueix la rotació de la polarització de la llum incident, i el dispositiu apareix gris. Si la tensió aplicada és prou gran, les molècules de cristall líquid en el centre de la capa són gairebé completament desenrotllades i la polarització de la llum incident no és rotada, ja que passa a través de la capa de cristall. Aquesta llum serà principalment polaritzada perpendicular al segon filtre, i per això serà bloquejada i el píxel apareixerà negre. Pel control de la tensió aplicada a través de la capa de cristall líquid en cada píxel, la llum es pot permetre passar a través de diferents quantitats, constituint els diferents tons de gris.
L'efecte òptic d'un dispositiu twisted nematic (TN), en l'estat del voltatge, és molt menys dependent de les variacions de gruix del dispositiu que en l'estat del voltatge de compensació. A causa d'això, aquests dispositius solen usar-se entre polaritzadors creuats de tal manera que semblen brillants sense tensió (l'ull és molt més sensible a les variacions en l'estat fosc que en el brillant). Aquests dispositius també poden funcionar en paral·lel entre polaritzadors, en el cas la llum i la foscor són estats invertits. Tant el material del cristall líquid com el de la capa d'alineació contenen compostos iònics. Si un camp elèctric d'una determinada polaritat s'aplica durant un període prolongat, aquest material iònic és atret cap a la superfície i es degrada el rendiment del dispositiu. Això s'intenta evitar, ja sigui mitjançant l'aplicació d'un corrent altern o per inversió de la polaritat del camp elèctric que està dirigida al dispositiu, ja que la resposta de la capa de cristall líquid és idèntica, independentment de la polaritat dels camps aplicats.

## Tipus de LCD

### LCD reflectiu
La font de llum està davant del visualitzador i es col·loca un fons reflector al darrere. Principalment s'utilitza en aplicacions a l'exterior o en llocs tancats però amb molta llum. Consumeixen molt poc corrent elèctric.

### LCD transmissiu
La font de llum està darrere del visualitzador i s'anomena backlight.
Són ideals per condicions de baixa lluminositat, però generalment consumeixen força corrent.
La majoria de pantalles d'ordinadors portàtils utilitzen aquest tipus de LCD.

### LCD transreflectiu
És una combinació dels dos anteriors. Hi ha un mirall darrere del polaritzador que reflecteix i deixa passar la llum indistintament. D'aquesta manera és possible reflectir la llum exterior i al mateix temps deixar passar la llum del backlight que il·lumina des del darrere.
Són molt útils perquè es poden adaptar a una gran varietat de condicions de lluminositat ambient. Una de les seves aplicacions són les pantalles de telèfons mòbils.

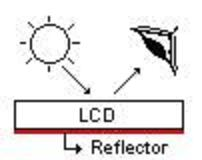
LCD reflectiu
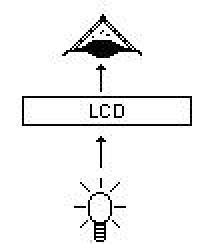
LCD transmissiu
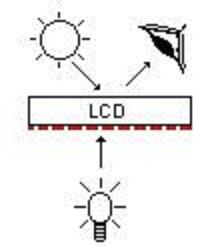
LCD transreflectiu

### LCD de color
Un LCD per mostrar imatges en color necessita tenir tres subpíxels que continguin filtres vermell, verd i blau per generar cada píxel de color.
Mitjançant un control exhaustiu de la variació de voltatge aplicat, es pot controlar la intensitat de cada subpíxel en un rang de fins a 256 tonalitats. Combinant adequadament els subpíxels es pot generar una taula de fins a 16,8 milions de colors (256 tonalitats vermelles x 256 tonalitats verdes x 256 tonalitat blaves). D'aquesta manera s'obté, amb la combinació dels tres colors primaris i les variacions d'intensitat, la sensació de color aparent desitjada.
Cada subpíxel té el seu propi transistor/condensador, el problema bàsic és que cada microtransistor danyat representa un píxel que no treballarà apropiadament. La majoria de pantalles #LCD de matriu activa presenten alguns píxels en mal estat, ja que la quantitat de transistors continguts és molt elevada.